# Paul du Bois-Reymond
Paul David du Bois-Reymond (1831-1889) va ser un matemàtic alemany conegut pels seus estudis sobre equacions diferencials i germà petit del fisiòleg Emil du Bois-Reymond.

## Vida i Obra
Seguint les passes del seu germà (tretze anys més gran que ell), el 1853 va començar a estudiar fisiologia a la universitat de Zúric. Però, un cop traslladat a la universitat de Königsberg, va començar a interessar-se per la física matemàtica, probablement sota la influència de Franz Ernst Neumann. Finalment, va obtenir el seu doctorat. dirigit per Ernst Kummer, a la universitat de Berlín el 1859, amb una tesi sobre dinàmica dels fluids.
Els anys successius va ser professor de secundària a Berlín, fins al 1864, en què va ser nomenat professor de la universitat de Heidelberg. El 1870 va passar a la universitat de Friburg i, finalment, el 1874 va ser nomenat catedràtic a la universitat de Tubinga, substituint el difunt Hermann Hankel.
Tota la obra de du Bois-Reymond és sobre càlcul de variacions, equacions diferencials i fonaments de la matemàtica. El seu objectiu era establir un fonament rigorós de la teoria dels infinitesimals actuals,, amb totes les propietats anàlogues a les dels nombres ordinaris com afirmava en el seu article de 1877 Über die Paradoxen des Infinitär-Calcüls.
El 1882 es va publicar la seva obra fonamental: Die allgemeine Functionentheorie (Teoria general de funcions), o més concretament el primer volum (tot i que el segon no va aparèixer mai). En una bona part del llibre es contraposen les concepcions que ell denomina idealista i empiricista de la matemàtica, el que representa un avançament del que a començaments del segle XX seria la polèmica entre intuïcionisme i formalisme.